# Dollis Hill
Dollis Hill is een wijk in het Londense bestuurlijke gebied Brent, in de regio Groot-Londen.